# Чернігівська сільська рада
Черні́гівська сільська́ ра́да — колишня адміністративно-територіальна одиниця та орган місцевого самоврядування в Лозівському районі Харківської області. Адміністративний центр — селище Чернігівське.

## Загальні відомості
Чернігівська сільська рада утворена в 1987 році.
- Територія ради: 32,373 км²
- Населення ради: 970 осіб (станом на 2001 рік)

## Населені пункти
Сільській раді підпорядковані населені пункти:
- с-ще Чернігівське
- с. Вільне

## Склад ради
Рада складається з 14 депутатів та голови.
- Голова ради: Гареза Наталія Павлівна

### Керівний склад попередніх скликань
| Прізвище, ім'я, по батькові      | Основні відомості                                                         | Дата обрання | Дата звільнення |
| -------------------------------- | ------------------------------------------------------------------------- | ------------ | --------------- |
| Брянський Валентин Олександрович | Сільський голова, 1949 року народження, освіта вища, член Народної партії | 26.03.2006   | 31.10.2010      |
| Брянський Валентин Олександрович | Сільський голова, 1949 року народження, освіта вища, безпартійний         | 31.10.2010   | 11.12.2011      |
| Гареза Наталія Павлівна          | Сільський голова, 1982 року народження, освіта вища, член Партії регіонів | 11.12.2011   |                 |

Примітка: таблиця складена за даними сайту Верховної Ради України

### Депутати
За результатами місцевих виборів 2010 року депутатами ради стали:

#### За суб'єктами висування
| Суб'єкт висування           | Кількість обраних депутатів | %    |
| --------------------------- | --------------------------- | ---- |
| Партія регіонів             | 11                          | 78,6 |
| Самовисування               | 2                           | 14,3 |
| Комуністична партія України | 1                           | 7,1  |

#### За округами
| № округу                    | Прізвище, ім'я, по батькові      | Дата визнання обраним | Освіта             | Партійна приналежність | Відомості про обраного депутата              |
| --------------------------- | -------------------------------- | --------------------- | ------------------ | ---------------------- | -------------------------------------------- |
| Комуністична партія України |                                  |                       |                    |                        |                                              |
| 13                          | Купрійова Антоніна Афанасіївна   | 04.11.2010            | середня            | позапартійна           | пенсіонер                                    |
| Партія регіонів             |                                  |                       |                    |                        |                                              |
| 1                           | Брянська Валентина Петрівна      | 04.11.2010            | вища               | позапартійна           | пенсіонер                                    |
| 2                           | Боровенко Лариса Василівна       | 04.11.2010            | вища               | позапартійна           | Чернігівська загальноосвітня школа, вчитель  |
| 3                           | Шаповалов Іван Іванович          | 04.11.2010            | середня спеціальна | позапартійний          | пенсіонер                                    |
| 4                           | Легкий Григорій Борисович        | 04.11.2010            | середня спеціальна | позапартійний          | тимчасово не працює                          |
| 5                           | Бутенко Віктор Васильович        | 04.11.2010            | середня спеціальна | позапартійний          | Чернігівська загальноосвітня школа, директор |
| 6                           | Водолазова Наталія Костянтинівна | 04.11.2010            | середня спеціальна | позапартійна           | Чернігівська загальноосвітня школа, завгосп  |
| 8                           | Рубан Віктор Іванович            | 04.11.2010            | вища               | позапартійний          | Чернігівська сільська рада, землевпорядник   |
| 9                           | Худенко Світлана Олександрівна   | 04.11.2010            | середня спеціальна | позапартійна           | ПОСП «Агросвіт», робітник                    |
| 11                          | Колесник Світлана Петрівна       | 04.11.2010            | середня спеціальна | позапартійна           | тимчасово не працює                          |
| 12                          | Колісніченко Тетяна Григорівна   | 04.11.2010            | середня            | позапартійна           | Вузлова лікарня ст. Панютино, медрегістратор |
| 14                          | Куштим Людмила Марківна          | 04.11.2010            | середня спеціальна | позапартійна           | Чернігівський ДНЗ, завідувачка               |
| Самовисування               |                                  |                       |                    |                        |                                              |
| 7                           | Солоніна Євгенія Миколаївна      | 04.11.2010            | середня спеціальна | позапартійна           | тимчасово не працює                          |
| 10                          | Власова Галина Ярославівна       | 27.02.2012            | середня            | член Партії регіонів   | тимчасово не працює                          |